# Ryman Auditorium
Pour les articles homonymes, voir Ryman.
Le Ryman Auditorium est une salle de concert de Nashville (Tennessee), devenue un haut-lieu de la musique country. Situé au 116, Cinquième Avenue Nord, cette salle circulaire a une capacité de 2362 places assises, popularisée aux États-Unis grâce à l'émission radiophonique Grand Ole Opry sur les ondes de la radio WSM (AM) (en) qui s'y tenait de 1943 à 1974.

## Histoire
Construit en 1892 par Thomas Ryman (1843-1904), capitaine de rivières et homme d'affaires fortuné de Nashville où il possédait plusieurs saloons, l'auditorium fut inauguré sous le nom de Union Gospel Tabernacle. Avec l'architecte Mark Ludwig, Ryman avait imaginé ce bâtiment comme un tabernacle pour l'influent prédicateur revivaliste Samuel Porter Jones (en). C'est après la mort de Ryman que le tabernacle fut rebaptisé à son nom. Sa capacité actuelle est de 2 362 places.
Du 5 juin 1943 au 15 mars 1974, le Ryman Auditorium était la scène de diffusion de la célèbre émission de country music Grand Ole Opry, jusqu'à la construction d'un studio spécifique à l'extérieur de la ville, la Grand Ole Opry House. À partir de 1974, le Ryman est de moins en moins utilisé et tombe progressivement à l'abandon, jusqu'à ce qu'en 1992 Emmylou Harris y produise une série de concerts avec son nouveau groupe The Nash Ramblers. Le succès de ces représentations relance alors l'intérêt des investisseurs, et le groupe Gaylord Entertainment Company (en) engage plus de huit millions de dollars dans sa rénovation en 1993. Le Ryman Auditorium rouvre ses portes en juin 1994 comme salle de concerts et musée. Les concerts, même s'ils donnent une large place à la musique country, sont ouverts à d'autres styles de musique comme le jazz, le bluegrass, le blues, la musique classique, le gospel, la pop, le folk, et le rock, ainsi qu'à des pièces de théâtre et des comédies musicales.
Le public est assis sur des bancs en bois, rénovés comme à l'origine de ce lieu de culte, d'où le surnom du Ryman Auditorium : Mother Church of Country Music.
Le Ryman Auditorium est classé depuis 1971 au Registre national des lieux historiques, et depuis 2001 comme National Historic Landmark (« point d'intérêt historique »).

## Artistes
La plupart des grands noms de la musique country se sont produits au Ryman au fil des ans, incluant les légendaires Waylon Jennings Hank Williams, Jim Reeves, Roy Acuff, Johnny Cash, Tammy Wynette, Garth Brooks, Patsy Cline, Tennessee Ernie Ford, Emmylou Harris, George Jones, Loretta Lynn, Glen Campbell, Reba McEntire, Conway Twitty, Dolly Parton, Marty Robbins, Ernest Tubb, Dottie West, Crystal Gayle, The Raconteurs, Pokey LaFarge et The Judds.
Parmi les nombreux artistes hors du circuit country à s'être produits au Ryman Auditorium, on compte 70 Volt Parade, Seal, Bruce Springsteen, Elvis Presley, The Black Crowes, Tallulah Bankhead, Ethel Barrymore, Sarah Bernhardt, Victor Borge, Jackson Browne, Ryan Adams, Damien Rice, Bright Eyes, Fanny Brice, James Brown, The Byrds, Neil Young, Enrico Caruso, Carol Channing, Charlie Chaplin, Kelly Clarkson, Neil Diamond, Ani DiFranco, Bob Dylan, Wilco, Elvis Costello, Oasis, R.E.M., The String Cheese Incident, O.A.R., Hootie and the Blowfish, W. C. Fields, Judy Garland, Betty Grable, Erasure, Helen Hayes, Interpol, Katharine Hepburn, Bob Hope, Anna Pavlova, Norah Jones, Garbage, Tori Amos, Alanis Morissette, Van Morrison, Robert Plant, Smashing Pumpkins, The Strokes, Kings of Leon, Trans-Siberian Orchestra, Modest Mouse, Belle and Sebastian, Sigur Rós, The New Pornographers, Regina Spektor, The Shins, Sufjan Stevens, Wayne Newton, Coldplay, Patty Griffin, Jonny Lang, Eddie Vedder, Noel Gallagher et Jake Bugg

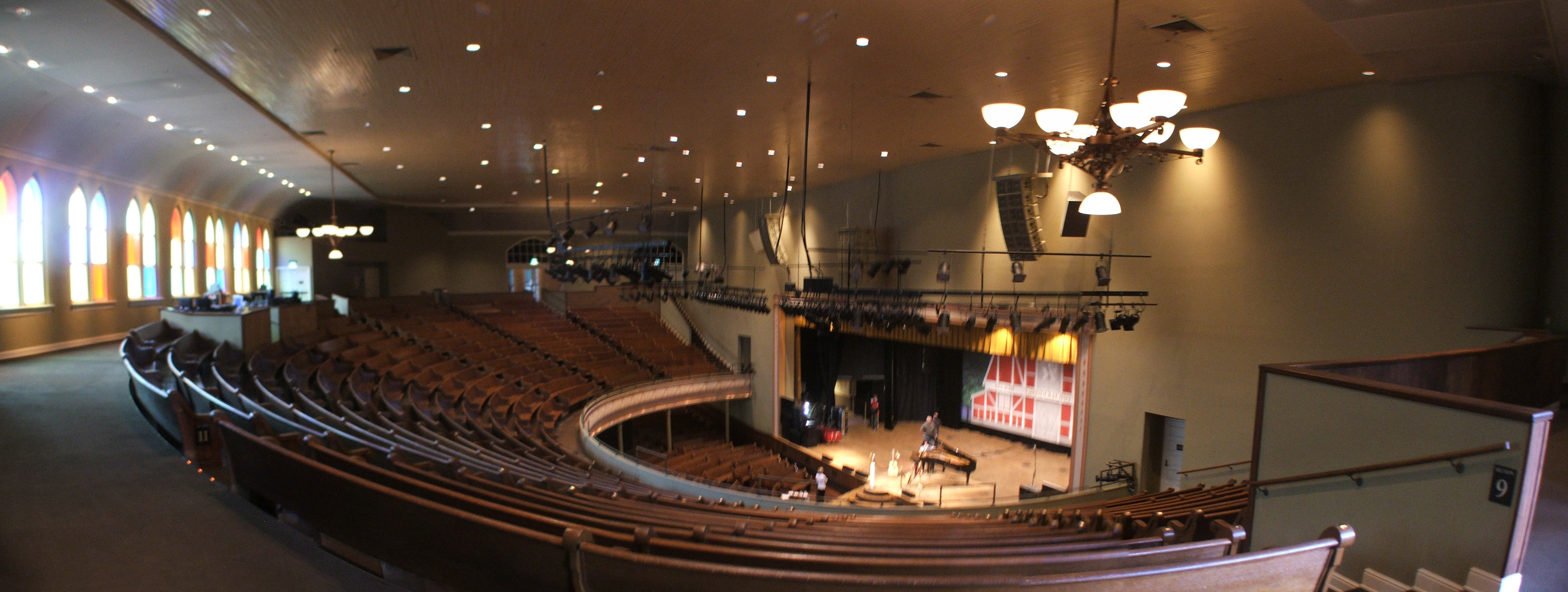
Vue panoramique du Ryman Auditorium depuis le balcon supérieur

## Anecdotes
- Le Ryman Auditorium apparaît dans de nombreux films, parmi lesquels Nashville de Robert Altman (1975), W.W. and the Dixie Dancekings de John G. Avildsen (1975), Nashville Lady de Michael Apted (1980), Honkytonk Man de Clint Eastwood (1982), et Sweet Dreams de Karel Reisz (1985). Deux soirées de concert de Neil Young y ont été filmées en 2005, pour le film Neil Young: Heart of Gold de Jonathan Demme (2006).
- La Denishawn Dance Company s'y est produite le 14 décembre 1923 avec Martha Graham, Louise Brooks, et Doris Humphrey (natif de Nashville) parmi les acteurs.
- Le Ryman Auditorium a été la scène de l'émission de variétés The Johnny Cash Show (en) sur la chaîne ABC de 1969 à 1971.
- Chaque loge est dédiée à un grand artiste comme Johnny Cash ou Minnie Pearl.
- Lors de la visite guidée de l'auditorium, il est précisé que cette salle possède « la deuxième meilleure acoustique du monde » après celle du Chœur du Tabernacle mormon dans la vallée du Grand Lac Salé.
- Un cercle d'environ 1,80 mètre de diamètre a été découpé de la scène d'origine du Ryman et inséré dans celle de la Grand Ole Opry House lors de son ouverture en 1974, où elle existe toujours, à l'emplacement du micro principal[2].
- L'émission Grand Ole Opry revient chaque année de novembre à février au Ryman Auditorium.
- À la suite du débordement de la rivière Cumberland et les inondations de mai 2010 dans le Tennessee (en), la Grand Ole Opry House est devenue temporairement inutilisable, et le Ryman a accueilli à nouveau cette émission jusqu'au 28 septembre 2010 ; sa situation loin de la rivière l'avait épargné de cette inondation.